# Dallachya vitiensis
Dallachya vitiensis är en brakvedsväxtart som beskrevs av F. Müll.. Dallachya vitiensis ingår i släktet Dallachya och familjen brakvedsväxter. Inga underarter finns listade i Catalogue of Life.